# Milkyway Image
Milkyway Image (銀河映像(香港) 有限公司) est une société de production cinématographique hongkongaise, fondée en 1996 par les réalisateurs Johnnie To et Wai Ka-fai. La société est connue pour produire des films d'action noirs inspirés de ceux du réalisateur français Jean-Pierre Melville. Les productions de la Milkyway Image sont considérées comme opposés au cinéma commercial apparu après la rétrocession de Hong Kong à la Chine en 1997, et attirent également une importante attention internationale.

## Société
La Milkyway Image est principalement engagée dans la fourniture de services complets de production cinématographique pour les entreprises cinématographiques, comme la préproduction, le tournage, et la postproduction. Ses films ne sont pas seulement des succès de box-office, mais sont également produits dans un effort de rentabilité maximum, ce qui amène les investisseurs cinématographiques à promettre des revenus.

## Histoire
Johnnie To fonde la Milkyway Image en 1996 aux côtés de Wai Ka-fai, avec qui il travaille. Les premières années sont difficiles pour l'entreprise, car ses premières productions ne rencontrent pas le succès à Hong Kong. Le public hongkongais n'apprécie pas en effet le côté sombre et intellectuel des films - ce qui deviendra pourtant plus tard la signature des films de la société - qui sont très différents des productions très commerciales habituellement diffusées dans les cinémas à l'époque.
Malgré plusieurs œuvres dans le même style, dont une première de Johnnie To avec A Hero Never Dies, aucune ne connait de succès significatif au box-office et la société se concentre alors sur la production de films plus légers pour la première fois en 1999. Cette année voit la sortie de Running Out of Time, puis de Needing You... en 2000. Ces deux films sont des succès et sauvent probablement la Milkyway Image de la faillite. Apprenant de ces succès surprises, la société continue de produire des films du même style pendant les années les plus critiques de l'industrie cinématographique hongkongaise, qui, alors qu'elle est déjà en déclin à ce moment-là, est touchée par la crise de l'épidémie du SRAS en 2003.
Après avoir produit une série de comédies traditionnelles à succès de 2000 à 2003, les critiques et les spectateurs, attirés par les anciens films de la Milkyway Image dans le genre des films de triade, commencent à exprimer leurs inquiétudes quant à la nouvelle direction prises par l'entreprise. Toutefois, ces préoccupations sont rapidement levées avec la sortie de PTU en 2003, un film sur lequel To travaille pendant 3 ans et qui connait de très bonnes critiques dans le monde entier, devenant finalement la tête d'affiche mondiale de la société de To.
En 2007, la Milkyway Image se sépare de sa société mère, la Brilliant Arts et de son président, directeur général et investisseur, Dennis Law.

## Films
La Milkyway Image emploie une stratégie commerciale particulière parmi les sociétés de production cinématographique de Hong Kong, car sa production peut être divisée en deux catégories : des films d'action inventifs et très travaillés qui se situent entre la série B et le cinéma d'auteur et qui connaissent souvent une reconnaissance critique importante; ainsi que des comédies romantiques légères et sur la période du Nouvel An chinois, axé sur la réussite au box-office en utilisant des acteurs-chanteurs populaires tels que Andy Lau et Sammi Cheng. Cette distinction claire est cependant parfois floue sur certaines productions telles que Running Out of Time et Sparrow, qui possèdent des éléments des deux approches tout en étant des succès au box-office local.
La société est à l'origine de plusieurs films ayant connu un succès critique et commercial, comme Needing You..., The Mission, Exilé, My Left Eye Sees Ghosts, Election, et sa suite Election 2, et Running on Karma. Ces films et d'autres sont produits et/ou réalisés par Johnnie To et/ou Wai Ka-fai.

## Réalisateurs
Johnnie To est le principal réalisateur et cinéaste de la Milkyway Image, étant donné qu'il est à l'origine de la plupart des films de la société, parfois en collaboration avec Wai Ka-fai. Cependant, la société travaille également avec d'autres réalisateurs hongkongais reconnus, tels que Lawrence Ah Mon, et encourage de jeunes talents, comme par exemple l'assistant-réalisateur de To, Law Wing-cheung (en), le scénariste Yau Nai-Hoi et Soi Cheang.
Parmi les scénaristes de la Milkyway Image se trouvent Wai Ka-fai, Szeto Kam-Yuen (en), Yau Nai-hoi, Au Kin-yee, et Yip Tin-shing (en). Ils sont parfois appelés collectivement la « Milkyway Creative Team ».

## Controverse Patrick Yau
En 1997, Johnnie To embauche son ancien assistant-réalisateur Patrick Yau pour réaliser plusieurs films policiers à faible budget pour la jeune entreprise de To : The Odd One Dies, Expect the Unexpected et The Longest Nite. Cependant, en raison de différence de vues et de la remise en question de la capacité de Yau à mettre en place sa vision créative, To reprend la réalisation des films et dirige The Odd One Dies et The Longest Nite lui-même. La même chose se passe avec Expect The Unexpected et To cesse finalement de travailler avec Yau.
Alors que Yau est officiellement crédité comme réalisateur des trois films, il est maintenant confirmé que To était en fait le vrai réalisateur. Lorsqu'il lui est demandé pourquoi il laissait Yau être crédité comme réalisateur, il répond qu'il « voulait qu'il réussisse et soit reconnu comme directeur. [...] Lui et Patrick Leung étaient mes anciens assistant-réalisateurs, et peut-être ont-ils considéré que je les supervisais. Par conséquent, il était préférable pour eux de quitter la société ».

## Festivals et récompenses
Les films de la Milkyway Image ont été projetés dans les festivals du monde entier. Judo est présenté hors-compétition à la Mostra de Venise en 2004, Exilé est montré en compétition dans plusieurs festivals en 2006, comme Mad Detective en 2007, et La Vie sans principe en 2011.
Six des films de la Milkyway Image sont présentés au Festival de Cannes : Breaking News en projection de minuit hors-compétition en 2004, Election en compétition en 2005; Election 2 en projection de minuit hors-compétition en 2006, Triangle en projection de minuit hors-compétition en 2007, Vengeance en sélection officielle pour la Palme d'or en 2009, Blind Detective en projection de minuit hors-compétition en 2013.
Sparrow est également présenté en compétition à la Berlinale en 2008.
En Amérique du Nord, les films de la Milkyway Image sont régulièrement présentés au Festival international du film de Toronto. The Mission, Fulltime Killer, PTU, Breaking News, et Judo y sont tous projetés entre 1999 et 2005. En 2006, Election, Election 2, et Exilé sont projetés .
Quentin Tarantino déclare avoir beaucoup apprécié Election et a aidé à la sortie en DVD du film aux États-Unis avec sur la pochette sa déclaration : « Le Meilleur film de l'année ».
En 2007, Election 2 et Exilé sortent dans les salles de cinéma américaines. Johnnie To reçoit également le Prix de Cinéaste invité au Festival international du film de Rotterdam en 2007. En 2008, Mad Detective bénéficie d'une sortie limitée.
En 2012, le Festival des trois continents rend hommage à la Milkyway Image en présentant 16 films.

## Liste des productions
| Année | Film                                  | Titre chinois  | Réalisateur(s)                  | Notes                                                                                         |
| ----- | ------------------------------------- | -------------- | ------------------------------- | --------------------------------------------------------------------------------------------- |
| 1996  | Beyond Hypothermia                    | 攝氏32度       | Patrick Leung                   |                                                                                               |
| 1997  | Intruder (en)                         | 恐怖雞         | Tsang Kan-Cheung                |                                                                                               |
| 1997  | The Odd One Dies                      | 兩個只能活一個 | Patrick Yau                     | Réalisé en réalité par Johnnie To.                                                            |
| 1997  | Too Many Ways to Be No. 1             | 一個字頭的誕生 | Wai Ka-fai                      |                                                                                               |
| 1997  | Final Justice (en)                    | 最後判決       | Derek Chiu                      |                                                                                               |
| 1998  | A Hero Never Dies                     | 真心英雄       | Johnnie To                      |                                                                                               |
| 1998  | Expect the Unexpected                 | 非常突然       | Patrick Yau                     | Réalisé en réalité par Johnnie To.                                                            |
| 1998  | The Longest Nite                      | 暗花           | Patrick Yau                     | Réalisé en réalité par Johnnie To.                                                            |
| 1999  | Where a Good Man Goes                 | 再見阿郎       | Johnnie To                      |                                                                                               |
| 1999  | Running Out of Time                   | 暗戰           | Johnnie To                      |                                                                                               |
| 1999  | The Mission                           | 鎗火           | Johnnie To                      |                                                                                               |
| 1999  | Sealed with a Kiss                    | 甜言蜜語       | Derek Chiu                      |                                                                                               |
| 2000  | Help!!!                               | 辣手回春       | Johnnie To Wai Ka-fai           |                                                                                               |
| 2000  | Needing You...                        | 孤男寡女       | Johnnie To Wai Ka-fai           |                                                                                               |
| 2000  | Comeuppance                           | 天有眼         | Derek Chiu                      |                                                                                               |
| 2000  | Spacked Out (en)                      | 無人駕駛       | Lawrence Ah Mon                 |                                                                                               |
| 2001  | Fulltime Killer                       | 全職殺手       | Johnnie To Wai Ka-fai           |                                                                                               |
| 2001  | Love on a Diet                        | 瘦身男女       | Johnnie To Wai Ka-fai           |                                                                                               |
| 2001  | Running Out of Time 2                 | 暗戰2          | Johnnie To Law Wing-cheung (en) |                                                                                               |
| 2001  | Gimme Gimme                           | 愛上我吧       | Lawrence Ah Mon                 |                                                                                               |
| 2001  | Wu Yen                                | 鍾無艷         | Johnnie To Wai Ka-fai           |                                                                                               |
| 2001  | Let's Sing Along                      | 男歌女唱       | Matt Chow (en)                  |                                                                                               |
| 2002  | My Left Eye Sees Ghosts               | 我左眼見到鬼   | Johnnie To Wai Ka-fai           |                                                                                               |
| 2002  | Fat Choi Spirit                       | 嚦咕嚦咕新年財 | Johnnie To Wai Ka-fai           |                                                                                               |
| 2002  | Second Time Around                    | 無限復活       | Jeffrey Lau                     |                                                                                               |
| 2003  | PTU                                   | PTU            | Johnnie To                      | Également connu sous le titre PTU: Police Tactical Unit; début de la série des Tactical Unit. |
| 2003  | Looking for Mr. Perfect               | 奇逢敵手       | Ringo Lam                       |                                                                                               |
| 2003  | Turn Left, Turn Right                 | 向左走．向右走 | Johnnie To Wai Ka-fai           |                                                                                               |
| 2003  | Running on Karma                      | 大隻佬         | Johnnie To Wai Ka-fai           | Également connu sous le titre An Intelligent Muscle Man (大只佬/大块头有大智慧)               |
| 2003  | Love for All Seasons                  | 百年好合       | Johnnie To Wai Ka-fai           |                                                                                               |
| 2004  | Judo                                  | 柔道龍虎榜     | Johnnie To                      |                                                                                               |
| 2004  | Breaking News                         | 大事件         | Johnnie To                      |                                                                                               |
| 2004  | Yesterday Once More                   | 龍鳳鬥         | Johnnie To                      |                                                                                               |
| 2005  | Election                              | 黑社會         | Johnnie To                      |                                                                                               |
| 2006  | 2 Become 1                            | 天生一對       | Law Wing-Cheong                 |                                                                                               |
| 2006  | Election 2                            | 黑社會以和為貴 | Johnnie To                      | Également connu sous le titre Triad Election                                                  |
| 2006  | Exilé                                 | 放‧逐          | Johnnie To                      |                                                                                               |
| 2007  | Triangle                              | 鐵三角         | Johnnie To Tsui Hark Ringo Lam  |                                                                                               |
| 2007  | Hooked on You (en)                    | 每當變幻時     | Law Wing-Cheong                 |                                                                                               |
| 2007  | Filatures                             | 跟蹤           | Yau Nai-hoi                     |                                                                                               |
| 2007  | Mad Detective                         | 神探           | Johnnie To Wai Ka-fai           |                                                                                               |
| 2008  | Linger                                | 蝴蝶飛         | Johnnie To                      |                                                                                               |
| 2008  | Sparrow                               | 文雀           | Johnnie To                      |                                                                                               |
| 2008  | Tactical Unit – The Code              | 機動部隊─警例  | Law Wing-Cheong                 | Fait partie de la série des Tactical Unit.                                                    |
| 2008  | Tactical Unit – No Way Out            | 機動部隊─絕路  | Lawrence Ah Mon                 | Fait partie de la série des Tactical Unit.                                                    |
| 2008  | Tactical Unit – Human Nature          | 機動部隊-人性  | Andy Ng                         | Fait partie de la série des Tactical Unit.                                                    |
| 2009  | Tactical Unit – Comrades in Arms (en) | 機動部隊─衕袍  | Law Wing-Cheong                 | Fait partie de la série des Tactical Unit.                                                    |
| 2009  | Tactical Unit – Partners              | 機動部隊─伙伴  | Lawrence Ah Mon                 | Fait partie de la série des Tactical Unit.                                                    |
| 2009  | Accident                              | 意外           | Soi Cheang                      | Intitulé à l'origine Assassins (暗殺)                                                         |
| 2009  | Vengeance                             | 復仇           | Johnnie To                      | Co-production franco-hongkongaise                                                             |
| 2011  | Don't Go Breaking My Heart            | 單身男女       | Johnnie To Wai Ka-fai           |                                                                                               |
| 2011  | Punished                              | 報應           | Law Wing-cheong                 |                                                                                               |
| 2011  | La Vie sans principe                  | 奪命金         | Johnnie To                      |                                                                                               |
| 2012  | Romancing in Thin Air                 | 高海拔之戀Ⅱ    | Johnnie To                      |                                                                                               |
| 2012  | Motorway                              | 車手           | Soi Cheang                      |                                                                                               |
| 2012  | Drug War                              | 毒戰           | Johnnie To                      |                                                                                               |
| 2013  | Blind Detective                       | 盲探           | Johnnie To                      |                                                                                               |
| 2013  | A Complicated Story (en)              | 一個複雜故事   | Kiwi Chow                       |                                                                                               |
| 2014  | Don't Go Breaking My Heart 2          | 單身男女2      | Johnnie To                      |                                                                                               |
| 2015  | Office                                | 華麗上班族     | Johnnie To                      |                                                                                               |
| 2016  | Trivisa                               | 樹大招風       | Frank Hui Jevons Au Vicky Wong  |                                                                                               |
| 2016  | Three                                 | 三人行         | Johnnie To                      |                                                                                               |